# One-Trick Pony (film)
One-Trick Pony är en amerikansk film från 1980, skriven av Paul Simon som också innehar huvudrollen som Jonah Levin. Simon skrev dessutom filmmusiken (se One-Trick Pony). Filmen regisserades av Robert M. Young.
Den kvinnliga huvudrollen spelades av Blair Brown.
I filmen medverkar också grupperna The B-52's och The Lovin' Spoonful, samt Tiny Tim.
Filmen gavs ut på DVD i USA 2009.

## Rollista
| Paul Simon       | – Jonah             |
| Blair Brown      | – Marion            |
| Rip Torn         | – Walter Fox        |
| Joan Hackett     | – Lonnie Fox        |
| Allen Garfield   | – Cal van Damp      |
| Mare Winningham  | – Modeena Dandridge |
| Michael Pearlman | – Matty Levin       |
| Lou Reed         | – Steve Kunelian    |
| Steve Gadd       | – Danny Duggin      |
| Eric Gale        | – Lee-Andrew Parker |
| Tony Levin       | – John DiBatista    |
| Richard Tee      | – Clarence Franklin |
| Harry Shearer    | – Bernie Wepner     |
| Kate Pierson     | – Sig själv         |
| Fred Schneider   | – Sig själv         |